# Масове знищення євреїв в окупованій Німеччиною Польщі
Масове знищення євреїв в окупованій Німеччиною Польщі — брошура, видана польським урядом у вигнанні в 1943 році для поширення тексту записки Рачинського від 10 грудня 1942 року. Це була перша офіційна інформація для західних широкий загал про Голокост в окупованій Німеччиною Польщі. 

## Історія
Брошура містила звіти та документи про Голокост у Польщі. Найважливішим пунктом була нота Рачинського, надіслана 10 грудня 1942 року міністрам закордонних справ 26 держав, які підписали Декларацію ООН. Ґрунтуючись на розвідці Бюро у справах євреїв Армії Крайової, Рачинський описав початкові розстріли німцями та наступні смертельні убивства газом польських євреїв. Було відомо, що євреїв, депортованих із варшавського гетто під час великої депортації, відправляли до Треблінки, Белжеця та Собібору, які польська підпільна держава правильно назвала «таборами знищення». Рачинський сказав, що третину з трьох мільйонів польських євреїв уже вбито – насправді, занижена оцінка.
Брошура була опублікована в 1943 році і містила також текст Спільної декларації членів Організації Об’єднаних Націй від 17 грудня 1942 року та уривок із заяви віце-прем’єр-міністра Станіслава Міколайчика від 27 листопада 1942 року. Мотивація для публікації звіту полягала в тому, щоб привернути увагу до остаточного рішення та стримати німців від його подальшого переслідування.

## Рецепція
Хоча документ містив обширну інформацію про переслідування та вбивства євреїв у Польщі, його вплив був обмеженим, оскільки багатьом людям за межами окупованої Німеччини Європи було важко повірити, що німці систематично винищували євреїв. Після зустрічі 1943 року з Яном Карським, який здійснив кілька поїздок під прикриттям до окупованої Польщі та втік, щоб попередити союзників, єврейський суддя Верховного суду США Фелікс Франкфуртер сказав, що не думає, що Карський бреше, але не може йому повірити. Однак цей памфлет підвищив обізнаність про вбивство євреїв, і інші політики в усьому світі були стурбовані цим звітом.
Сучасні коментатори підняли питання, чому звіт не було опубліковано раніше, оскільки польський уряд у вигнанні був поінформований про події в Польщі підпільною державою, Єврейським трудовим бундом та іншими. Емануель Рінгельблюм, хроніст Варшавського гетто, звинуватив польське підпілля у відмові передавати інформацію про вбивства євреїв; він вірив, що вони зробили це лише після неодноразових закликів євреїв. Однак головна його претензія була до уряду в екзилі, який мовчав про вбивства варшавських євреїв з липня по вересень 1942 року, незважаючи на достатньо доказів. За словами Ігнація Шварцбарта, одного з двох єврейських членів уряду в екзилі, поляки боялися, що привернення уваги до страждань євреїв відверне союзників від страждань поляків. Деякі історики визнали це твердження; інші кажуть, що це був радше шок і недовіра новинам; а деякі прийняли середній погляд.